# Ільковиці (Тарновський повіт)
Ільковиці (пол. Ilkowice) — село в Польщі, у гміні Жабно Тарновського повіту Малопольського воєводства.
Населення — 1312 осіб (2011).
У 1975-1998 роках село належало до Тарновського воєводства.

## Демографія
Демографічна структура станом на 31 березня 2011 року:
|          | Загалом | Допрацездатний вік | Працездатний вік | Постпрацездатний вік |
| -------- | ------- | ------------------ | ---------------- | -------------------- |
| Чоловіки | 642     | 141                | 423              | 78                   |
| Жінки    | 670     | 132                | 391              | 147                  |
| Разом    | 1312    | 273                | 814              | 225                  |